# شهرستان الیوهیاه
بخش الیوهیاه یک ناحیه در یمن است که در استان حدیده واقع شده‌است.

## خصوصیات
بخش الیوهیاه ۱۰۵٬۶۸۲ نفر جمعیت دارد.